# Казім Лачі
Казім Лачі (алб. Qazim Laçi, нар. 19 січня 1996, Пешкопія) — албанський футболіст, півзахисник чеської «Спарти» (Прага) та національної збірної Албанії.

## Клубна кар'єра
Народився 19 січня 1996 року в місті Пешкопія. Вихованець футбольної школи грецького «Олімпіакос». Дорослу футбольну кар'єру розпочав 2015 року, взявши участь в одній грі на Кубок Греції.
Провівши другу половину 2016 року в оренді у кіпрському АПОЕЛ, де так і заграв за основну команду, повернувся до Греції, де протягом пів року відіграв за «Левадіакос» також як орендований гравець.
Влітку 2017 року був орендований французьким друголіговим «Аяччо», де отримав постійну ігрову практику і з яким за рік уклав повноцінний контракт. Загалом відіграв на рівні Ліги 2 п'ять сезонів, а 2022 року допоміг «Аяччо» підвищитися у класі до елітного французького дивізіону.
На рівні Ліги 1, утім, відіграв лише пів року, адже у грудні того ж 2022 року перебрався до чеської «Спарти» (Прага).

## Виступи за збірні
2012 року дебютував у складі юнацької збірної Албанії (U-17), загалом на юнацькому рівні взяв участь у 5 іграх.
Протягом 2015–2018 років залучався до складу молодіжної збірної Албанії. На молодіжному рівні зіграв у 21 офіційному матчі, забив 1 гол.
2020 року дебютував в офіційних матчах у складі національної збірної Албанії.

## Статистика виступів

### Статистика клубних виступів
Станом на 3 вересня 2023
| Сезон              | Команда            | Чемпіонат          | Чемпіонат | Чемпіонат | Національний кубок | Національний кубок | Національний кубок | Континентальні кубки | Континентальні кубки | Континентальні кубки | Інші змагання | Інші змагання | Інші змагання | Усього | Усього |
| Сезон              | Команда            | Ліга               | Ігор      | Голів     | Ліга               | Ігор               | Голів              | Ліга                 | Ігор                 | Голів                | Ліга          | Ігор          | Голів         | Ігор   | Голів  |
| ------------------ | ------------------ | ------------------ | --------- | --------- | ------------------ | ------------------ | ------------------ | -------------------- | -------------------- | -------------------- | ------------- | ------------- | ------------- | ------ | ------ |
| 2015–16            | «Олімпіакос»       | СЛ                 | 0         | 0         | КГ                 | 1                  | 0                  | ЛЧ+ЛЄ                | 0+0                  | 0                    | -             | -             | -             | 1      | 0      |
| 2016-січ. 2017     | АПОЕЛ              | ЧК                 | 0         | 0         | КК                 | 0                  | 0                  | ЛЧ+ЛЄ                | 0+0                  | 0                    | СКК           | -             | -             | 0      | 0      |
| січ.-черв. 2017    | «Левадіакос»       | СЛ                 | 10        | 0         | КГ                 | 1                  | 0                  | -                    | -                    | -                    | -             | -             | -             | 11     | 0      |
| 2017–18            | «Аяччо»            | Л2                 | 22+2      | 3+0       | КФ+КЛ              | 1+1                | 0                  | -                    | -                    | -                    | -             | -             | -             | 26     | 3      |
| 2018–19            | «Аяччо»            | Л2                 | 19        | 0         | КФ+КЛ              | 1+2                | 0                  | -                    | -                    | -                    | -             | -             | -             | 22     | 0      |
| 2019–20            | «Аяччо»            | Л2                 | 27        | 3         | КФ+КЛ              | 1+2                | 0+1                | -                    | -                    | -                    | -             | -             | -             | 30     | 4      |
| 2020–21            | «Аяччо»            | Л2                 | 36        | 1         | КФ                 | 1                  | 0                  | -                    | -                    | -                    | -             | -             | -             | 37     | 1      |
| 2021–22            | «Аяччо»            | Л2                 | 34        | 3         | КФ                 | 0                  | 0                  | -                    | -                    | -                    | -             | -             | -             | 34     | 3      |
| 2022-січ. 2023     | «Аяччо»            | Л1                 | 9         | 0         | КФ                 | 0                  | 0                  | -                    | -                    | -                    | -             | -             | -             | 9      | 0      |
| Усього за «Аяччо»  | Усього за «Аяччо»  | Усього за «Аяччо»  | 147+2     | 10+0      |                    | 9                  | 1                  |                      | -                    | -                    |               | -             | -             | 158    | 11     |
| січ.-черв. 2023    | «Спарта» (Прага)   | 1Л                 | 17        | 0         | КЧ                 | 3                  | 0                  | ЛК                   | -                    | -                    | -             | -             | -             | 20     | 0      |
| 2023–24            | «Спарта» (Прага)   | 1Л                 | 6         | 0         | КЧ                 | 0                  | 0                  | ЛЧ+ЛЄ                | 2+2                  | 1+0                  | -             | -             | -             | 10     | 1      |
| Усього за «Спарта» | Усього за «Спарта» | Усього за «Спарта» | 23        | 0         |                    | 3                  | 0                  |                      | 4                    | 1                    |               | -             | -             | 30     | 1      |
| Усього за кар'єру  | Усього за кар'єру  | Усього за кар'єру  | 180+2     | 10+0      |                    | 14                 | 1                  |                      | 4                    | 1                    |               | 0             | 0             | 200    | 12     |

### Статистика виступів за збірну
Станом на 25 травня 2024
| Дата       | Місто                | Господарі  | Результат | Гості             | Турнір                               | Голи | Примітки |
| ---------- | -------------------- | ---------- | --------- | ----------------- | ------------------------------------ | ---- | -------- |
| 7-9-2020   | Тирана               | Албанія    | 0 – 1     | Литва             | Ліга націй УЄФА 2020-2021 - 1-й етап | -    | 45+1'    |
| 11-10-2020 | Алмати               | Казахстан  | 0 – 0     | Албанія           | Ліга націй УЄФА 2020-2021 - 1-й етап | -    | 86'      |
| 14-10-2020 | Вільнюс              | Литва      | 0 – 0     | Албанія           | Ліга націй УЄФА 2020-2021 - 1-й етап | -    | 23' 63'  |
| 11-11-2020 | Ельбасан             | Албанія    | 2 – 1     | Косово            | товариський матч                     | -    |          |
| 18-11-2020 | Тирана               | Албанія    | 3 – 2     | Білорусь          | Ліга націй УЄФА 2020-2021 - 1-й етап | -    | 90+2'    |
| 25-3-2021  | Андорра-ла-Велья     | Андорра    | 0 – 1     | Албанія           | Відбір до ЧС 2022                    | -    | 62'      |
| 28-3-2021  | Тирана               | Албанія    | 0 – 2     | Англія            | Відбір до ЧС 2022                    | -    | 89'      |
| 31-3-2021  | Серравалле           | Сан-Марино | 0 – 2     | Албанія           | Відбір до ЧС 2022                    | -    | 46'      |
| 5-6-2021   | Кардіфф              | Уельс      | 0 – 0     | Албанія           | товариський матч                     | -    | 76' 83'  |
| 8-6-2021   | Прага                | Чехія      | 3 – 1     | Албанія           | товариський матч                     | -    | 81'      |
| 5-9-2021   | Ельбасан             | Албанія    | 1 – 0     | Угорщина          | Відбір до ЧС 2022                    | -    | 63'      |
| 8-9-2021   | Ельбасан             | Албанія    | 5 – 0     | Сан-Марино        | Відбір до ЧС 2022                    | 1    | 71'      |
| 12-11-2021 | Лондон               | Англія     | 5 – 0     | Албанія           | Відбір до ЧС 2022                    | -    | 12' 68'  |
| 15-11-2021 | Тирана               | Албанія    | 1 – 0     | Андорра           | Відбір до ЧС 2022                    | -    |          |
| 26-3-2022  | Курналя-да-Льобрегат | Іспанія    | 2 – 1     | Албанія           | товариський матч                     | -    | 78'      |
| 29-3-2022  | Тирана               | Албанія    | 0 – 0     | Грузія            | товариський матч                     | -    | 65'      |
| 24-9-2022  | Тель-Авів            | Ізраїль    | 2 – 1     | Албанія           | Ліга націй УЄФА 2022-2023 - 1-й етап | -    |          |
| 27-9-2022  | Тирана               | Албанія    | 1 – 1     | Ісландія          | Ліга націй УЄФА 2022-2023 - 1-й етап | -    | 69'      |
| 16-11-2022 | Тирана               | Албанія    | 1 – 3     | Італія            | товариський матч                     | -    | 87'      |
| 19-11-2022 | Тирана               | Албанія    | 2 – 0     | Вірменія          | товариський матч                     | -    | 46'      |
| 27-3-2023  | Варшава              | Польща     | 1 – 0     | Албанія           | Відбір до ЧЄ 2024                    | -    | 88' 90'  |
| 17-10-2023 | Тирана               | Албанія    | 2 – 0     | Болгарія          | товариський матч                     | 1    | 61'      |
| 20-11-2023 | Тирана               | Албанія    | 0 – 0     | Фарерські острови | Відбір до ЧЄ 2024                    | -    | 61'      |
| 25-3-2024  | Стокгольм            | Швеція     | 1 – 0     | Албанія           | товариський матч                     | -    | 72'      |
| Усього     |                      | Матчів     | 24        |                   | Голів                                | 2    |          |

| Дата       | Місто                     | Господарі         | Результат | Гості             | Турнір                             | Голи | Примітки |
| ---------- | ------------------------- | ----------------- | --------- | ----------------- | ---------------------------------- | ---- | -------- |
| 3-9-2015   | Тирана                    | Албанія           | 1 – 1     | Ізраїль           | Кваліфікація молодіжного Євро-2017 | -    |          |
| 8-9-2015   | Тирана                    | Албанія           | 1 – 6     | Португалія        | Кваліфікація молодіжного Євро-2017 | -    |          |
| 13-10-2015 | Фельчут                   | Угорщина          | 2 – 2     | Албанія           | Кваліфікація молодіжного Євро-2017 | -    |          |
| 12-11-2015 | Арока                     | Португалія        | 4 – 0     | Албанія           | Кваліфікація молодіжного Євро-2017 | -    | 22'      |
| 16-11-2015 | Тирана                    | Албанія           | 2 – 0     | Ліхтенштейн       | Кваліфікація молодіжного Євро-2017 | 1    | 90'      |
| 24-3-2016  | Ельбасан                  | Албанія           | 0 – 0     | Греція            | Кваліфікація молодіжного Євро-2017 | -    | 75'      |
| 28-3-2016  | Ельбасан                  | Албанія           | 2 – 1     | Угорщина          | Кваліфікація молодіжного Євро-2017 | -    |          |
| 20-5-2016  | Целль-ам-Зее              | Чехія             | 1 – 1     | Албанія           | Товариський матч                   | -    | 86'      |
| 23-5-2016  | Міттерзілль               | Чехія             | 1 – 1     | Албанія           | Товариський матч                   | -    |          |
| 10-8-2016  | Сан-Бенедетто-дель-Тронто | Італія            | 0 – 0     | Албанія           | Товариський матч                   | -    |          |
| 2-9-2016   | Афіни                     | Греція            | 2 – 1     | Албанія           | Кваліфікація молодіжного Євро-2017 | -    | 38'      |
| 10-10-2016 | Петах-Тіква               | Ізраїль           | 4 – 0     | Албанія           | Кваліфікація молодіжного Євро-2017 | -    |          |
| 25-3-2017  | Ельбасан                  | Албанія           | 0 – 0     | Молдова           | Товариський матч                   | -    | 66'      |
| 27-3-2017  | Тирана                    | Албанія           | 2 – 0     | Молдова           | Товариський матч                   | -    | кап. 66' |
| 31-8-2017  | Лурган                    | Північна Ірландія | 1 – 0     | Албанія           | Кваліфікація молодіжного Євро-2019 | -    | 90+2'    |
| 4-9-2017   | Рейк'явік                 | Ісландія          | 2 – 3     | Албанія           | Кваліфікація молодіжного Євро-2019 | -    | 90+4'    |
| 10-10-2017 | Ельбасан                  | Албанія           | 0 – 0     | Ісландія          | Кваліфікація молодіжного Євро-2019 | -    | 72'      |
| 10-11-2017 | Тирана                    | Албанія           | 1 – 1     | Північна Ірландія | Кваліфікація молодіжного Євро-2019 | -    | 82'      |
| 11-10-2018 | Тирана                    | Албанія           | 0 – 1     | Іспанія           | Кваліфікація молодіжного Євро-2019 | -    | 87'      |
| 16-10-2018 | Пярну                     | Естонія           | 2 – 2     | Албанія           | Кваліфікація молодіжного Євро-2019 | -    |          |
| Усього     |                           | Матчів            | 20        |                   | Голів                              | 1    |          |

## Титули і досягнення
- Чемпіон Греції (1):

«Олімпіакос»: 2015-2016
- Чемпіон Чехії (2):

«Спарта» (Прага): 2022-2023, 2023-2024
- Володар Кубка Чехії (1):

«Спарта» (Прага): 2023-2024